# Tsondru Pekar
Tsondru Pekar foi um Desi Druk do Reino do Butão, reinou de 1866 a 1870. Foi antecedido no trono por Tshewang Sithub, tendo-lhe seguido Jigme Namgyal.